# Pure Song Garden！
《Pure Song Garden！》是PULLTOP在2017年6月30日發售的戀愛冒險類型成人遊戲，2020年3月12日由AICHERRY發售DVDPG版。

## 故事
2027年隨著VR技術普及化讓VR各種運用隨處可見，此時山葉奏多、河和井玖音、下國明日歌在柳澤律介紹下參與大型VR活動「Pure Song Garden」的排練。但是正當眾人在啟動活動用的人氣VR偶像「愛」（アイ）時，卻是出現自稱來自未來的少女星野伊呂波。

## 角色

### 主要角色
山葉奏多
本作的男主角，有明臨海付属有明學園的學生，M3（Music Media-mix Mate）部的部員。喜歡音樂，擔任社團的編曲。
星野伊呂波（聲優：三代眞子）
身高：158cm，三圍：B89/W57/H87
來自2077年的未來少女，外貌與虛擬偶像「愛」十分相似，後來被安排住在奏多的家。
河和井玖音（聲優：桜乃ひよ）
身高：160cm，三圍：B92/W59/H88
奏多的青梅竹馬，M3部的部員。由於父母委託奏多的父母代為照顧因而與奏多同居。
下國明日歌（聲優：花園めい）
身高：154cm，三圍B85/W57/H82
奏多的學妹，M3部的部員。擁有唱歌的才能，喜歡奏多的聲音。
柳澤律（聲優：奏雨）
身高：163cm，三圍：B88/W60/H86
與奏多住在同棟公寓大樓的大姊姊，知名網路公司的系統工程師。
鈴（聲優：羽鳥いち）
身高：150cm，三圍：B79/W55/H81
伊呂波的親友，電子領航妖精，擁有穿越時間的能力。

### 其他角色
島村真琴
M3部的部長。
高峰調（聲優：百瀬ぽこ）
奏多的同學年朋友，M3部的部員。
下國弦次（聲優：河村眞人）
明日歌的父親，臨海區的管理負責人。

## 主題曲
片頭曲
作詞：Minao Ohse，作曲、編曲：，主唱：Rin'ca
片尾曲
作詞：Minao Ohse，作曲、編曲：，主唱：M3部

## 外部連結
- 官方網站（页面存档备份，存于）（日語）